# 格拉蒂尼 (摩泽尔省)
格拉蒂尼（法語：Glatigny，法語發音：[ɡlatiɲi]）是法国摩泽尔省的一个市镇，属于梅斯区。

## 地理
格拉蒂尼（49°8'46"N, 6°20'3"E）面积6.23 平方千米，位于法国大東部大區摩泽尔省，该省份为法国东北部内陆省份，是洛林的一部分，西南接默尔特-摩泽尔省，东临下莱茵省，北与卢森堡和德国接壤。
与格拉蒂尼接壤的市镇（或旧市镇、城区）包括：莱塞唐、勒通费、圣巴尔布。

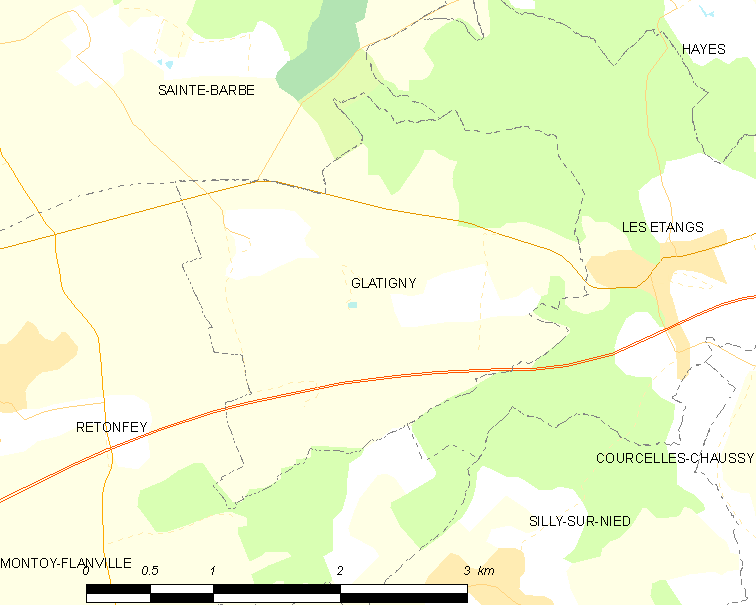
的OSM定位图

格拉蒂尼的时区为UTC+01:00、UTC+02:00（夏令时）。

## 行政
格拉蒂尼的邮政编码为57530，INSEE市镇编码为57249。

## 政治
格拉蒂尼所属的省级选区为梅斯地区县。

## 人口

1962-2008年间人口变化图示

格拉蒂尼于2022年1月1日时的人口数量为259人。